# Dương vật giả

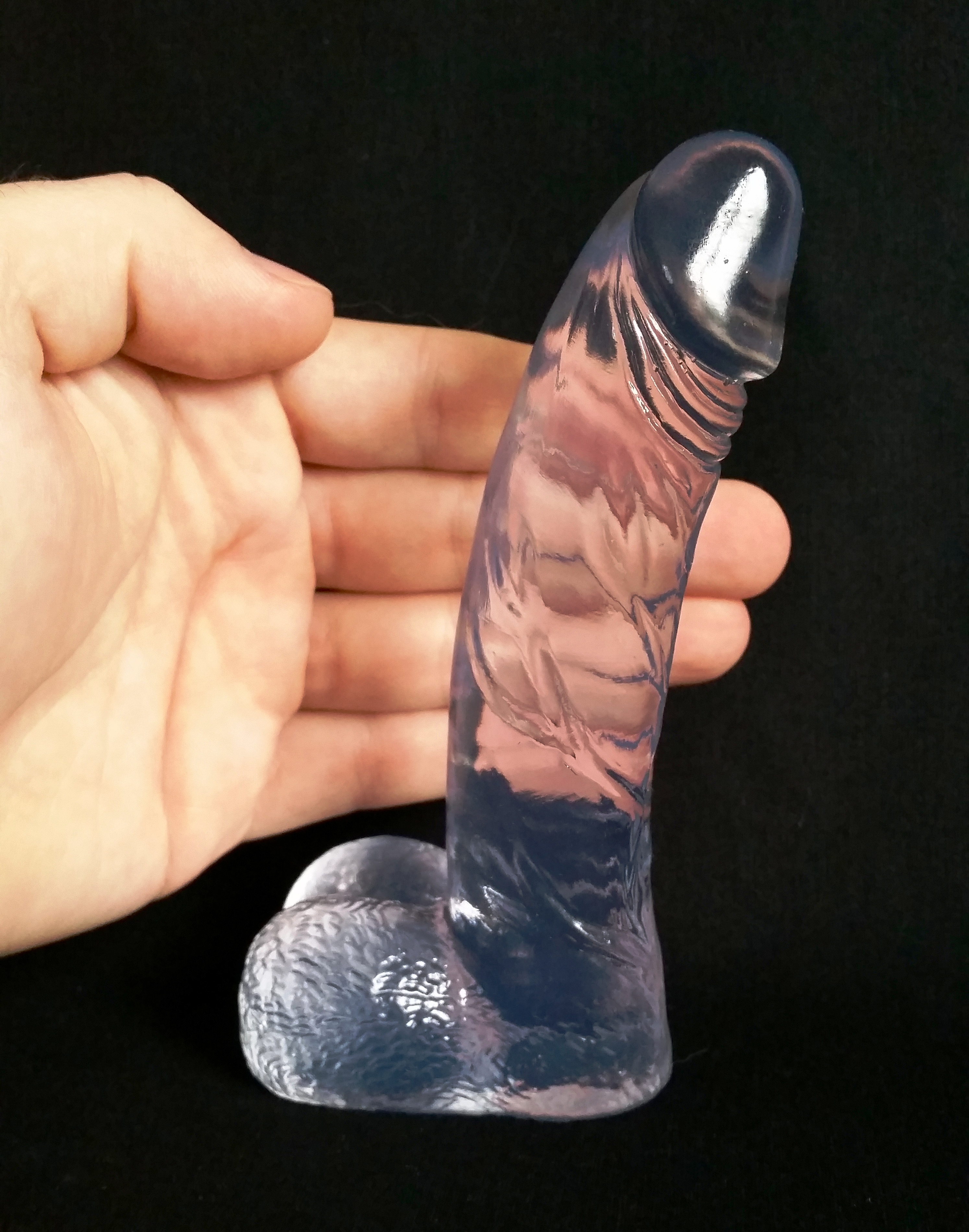
Dương vật giả 14cm trong suốt

Dương vật giả là một loại đồ chơi tình dục, thường có hình rất giống dương vật, được dùng cho hành vi xâm nhập tình dục hoặc các hoạt động tình dục khác trong quá trình thủ dâm hoặc với bạn tình.

## Mô tả và sử dụng

### Tổng quan
Dương vật giả là một đồ dùng thường để xâm nhập âm đạo, miệng hoặc hậu môn, thường cứng cáp và có hình dương vật. Một số mở rộng định nghĩa này để bao gồm các máy rung. Những người khác cho rằng định nghĩa này không bao gồm các dụng cụ hỗ trợ dương vật, vốn được gọi là các đồ "mở rộng". Một số định nghĩa bao gồm các mặt hàng có hình dương vật được thiết kế rõ ràng với chủ ý thâm nhập âm đạo, kể cả khi chúng có kích cỡ không xấp xỉ với một dương vật bình thường. Một số người cho rằng định nghĩa này bao gồm cả các thiết bị được dùng cho tình dục hậu môn (butt plugs), trong khi những người khác thì không. Các thiết bị này thường được sử dụng bởi những người thuộc mọi giới tính và thiên hướng tình dục, cho cả thủ dâm và các hành vi tình dục khác.

### Chất liệu

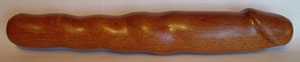
Dương vật giả bằng gỗ mahogany

Dương vật giả bằng cao su, thường kết hợp một lò xo bằng thép để tăng độ cứng, đã trở nên phổ biến trong những năm 1940. Đây là một sự sắp xếp không thỏa đáng vì có thể xảy ra thương tích do vết cắt từ lò xo nếu cao su nứt và vỡ ra. Một thời gian sau, dương vật giả bằng PVC với một lớp lót PVC mềm hơn đã thay thế. Hầu hết các loại dương vật giả bán trong thập kỷ 2000 đều được làm theo cách này.
Các đồ chơi tình dục làm từ PVC và cao su thạch tỏ ra có vấn đề vhì chúng chứa các phthalate không an toàn, vốn là các chất làm mềm được thêm vào nhựa và cũng có trong một số đồ trang sức, hộp đựng thực phẩm, và một số đồ chơi cao su mềm. Phthalate thường được liên hệ với các vấn đề sức khỏe như ung thư và các biến chứng của thai nhi. Các sản phẩm làm từ PVC hoặc cao su thạch không thể được khử trùng. Các nhà sản xuất đề nghị người dùng sử dụng bao cao su với các đồ chơi tình dục trên nếu dùng chung.
Các dương vật giả đắt tiền bằng thép mạ crôm cũng rất phổ biến trong giới BDSM. Một số người dùng thích chúng vì độ cứng, độ ổn định, độ bền, khả năng dẫn điện (xem kích dục dùng điện), ma sát thấp, nhất là khi dùng chúng kèm với chất bôi trơn. Vì chúng khá nặng, chúng có thể dùng để tập luyện các cơ âm đạo.
Một dương vật giả bằng thép có thể được làm ấm hoặc làm mát trong nước trước khi sử dụng để tạo ra một loạt các cảm giác về nhiệt độ. Nó cũng có thể giữ lại nhiệt cơ thể của người sử dụng. Bởi vì bề mặt không bóng được đánh bóng của nó, nó có thể được khử trùng trong nước sôi, hoặc trong một nồi hấp.
Dương vật giả bằng thủy tinh có tính năng tương tự như dương vật giả bằng thép. Trong hầu hết các trường hợp, dương vật giả bằng thủy tinh đều rắn, và được làm từ pyrex hoặc các loại thủy tinh borosilicate khác (Schott-Duranglas và Simax), mặc dù điều này có thể khác nhau, tùy thuộc vào nhà sản xuất. Giống như đồ thép, dương vật giả bằng thủy tinh có thể được sử dụng để áp dụng áp lực mạnh hơn so với silicone có thể vào điểm G của nữ giới (urethral sponge) hoặc tuyến tiền liệt của nam giới. Không giống như các loại đồ chơi khác, dương vật giả bằng thủy tinh cũng có thể được cá nhân hoá bằng các chữ khắc.
Cyberskin là một chất liệu tổng hợp có cảm giác giống da người hơn. Nó là một vật liệu xốp và không thể được khử trùng. Nó thường bị dính sau khi giặt (có thể được khắc phục bằng bụi bắp), tinh tế hơn và dễ bị rách và sứt hơn các dương vật giả bằng silicone. "Dương vật giả đóng gói", mà không được thiết kế để thâm nhập âm đạo, thường được làm bằng vật liệu này.
Các loại hoa quả có hình tương tự dương vật như chuối hoặc bí ngòi đã được dùng như là các dương vật giả. Bất kỳ vật gì có đủ độ cứng và hình dáng tương tự đều có thể dùng như là một dương vật giả.

### Hình khối

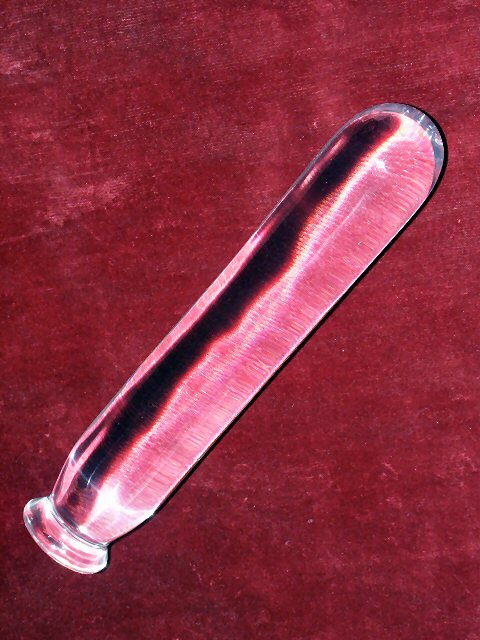
Acryl dildo

## Sách tham khảo
- Haberlandt, M. 1899. "Conträre Sexual-Erscheinungen bei der Neger-Bevölkerung Zanzibars", Zeitschrift für Ethnologie, 31: 668–670.
- Marshack, A. 1972. The Roots of Civilization: The Cognitive Beginnings of Man's First Art, Symbol and Notation.. New York: McGraw-Hill. ISBN 0-297-99449-2.
- Taylor, T. 1996. The Prehistory of Sex: Four Million Years of Human Sexual Culture. New York: Bantam. ISBN 0-553-09694-X.
- Vasey, PL. 1998. "Intimate Sexual Relations in Prehistory: Lessons from Japanese Macaques", World Archaeology 29(03):407–425.
- . ISBN 0719019613. {{Chú thích sách}}: |title= trống hay bị thiếu (trợ giúp)|tựa đề= trống hay bị thiếu (trợ giúp)